# Пщина (гміна)
Гміна Пщина (пол. Gmina Pszczyna) — місько-сільська гміна у південній Польщі. Належить до Пщинського повіту Сілезького воєводства.
Станом на 31 грудня 2011 у гміні проживало 51059 осіб.

## Територія
Згідно з даними за 2007 рік площа гміни становила 174.01 км², у тому числі:
- орні землі: 56.00%
- ліси: 29.00%

Таким чином, площа гміни становить 36.75% площі повіту.

## Населення
Станом на 31 грудня 2011:
| Опис     | Загалом | Загалом | Чоловіки | Чоловіки | Жінки | Жінки |
| -------- | ------- | ------- | -------- | -------- | ----- | ----- |
| одиниця  | осіб    | %       | осіб     | %        | осіб  | %     |
| все      | 51059   | 100     | 24784    | 48.54    | 26275 | 51.46 |
| міське   | 26076   | 100     | 12472    | 47.83    | 13604 | 52.17 |
| сільське | 24983   | 100     | 12312    | 49.28    | 12671 | 50.72 |

## Сусідні гміни
Гміна Пщина межує з такими гмінами: Бествіна, Бойшови, Ґочалковіце-Здруй, Коб'юр, Медзьна, Павловіце, Струмень, Сушець, Чеховіце-Дзедзіце.